# آلورادا دو سول
آلورادا دو سول (به پرتغالی: Alvorada do Sul) یک سکونتگاه مسکونی در برزیل است که در پارانا واقع شده‌است.